# Guardare lontano
Guardare lontano è il terzo album del gruppo musicale italiano GHOST, pubblicato il 20 gennaio 2015.
L'album Guardare lontano entra dalla prima settimana nella top ten al settimo posto della Classifica FIMI.

## Tracce
1. L'era del litigio – 3:42
2. Movimento – 4:06
3. Chiara – 4:17
4. La diva – 3:54
5. 22 – 5:12
6. Il respiro di un'estate – 3:44
7. Un uomo solo – 3:32
8. Parla di te – 4:06
9. Meglio una brutta verità... – 3:31
10. Libero – 4:02

## Classifiche
| Classifica (2015) | Posizione massima |
| ----------------- | ----------------- |
| Italia            | 7                 |